# Kaijutitan maui
Kaijutitan maui es la única especie conocida del género extinto Kaijutitan (que significa “titán kaiju”, por los monstruos gigantes del cine japonés) de dinosaurio saurópodo titanosaurio basal, que vivió a finales del período Cretácico, hace aproximadamente entre 89 y 86 millones de años, durante el Coniaciense, en lo que es hoy Sudamérica. Sus restos se han encontrado en la Formación Sierra Barrosa de la provincia de Neuquén en Argentina. La especie tipo y única conocida es Kaijutitan maui.

## Descripción
El tamaño corporal de Kaijutitan es difícil de determinar porque se han preservado pocas vértebras y el fémur está incompleto. Al comparar con los huesos de otros saurópodos, los autores llegaron a la conclusión de que su peso corporal sería comparable a los de Giraffatitan  y Notocolossus, es decir, entre unas 38 y hasta 60 toneladas. El largo del cuerpo habrá sido entre 25 y 30 metros.
Los descriptores pudieron identificar una serie de características distintivas. Se trata de autoapomorfias, propiedades derivadas únicas. El ancho entre el tubérculo basilar, las protuberancias colgantes de la parte inferior de la cabeza, es casi cuatro veces el ancho de la parte posterior de la cabeza. El pasaje para la arteria carótida interna se encuentra hacia atrás desde el proceso basipterygoideo, a medio camino entre estas protuberancias y la tuberosidad basilar.. Las vértebras cervicales frontales tienen espinas bifurcadas. Las vértebras cervicales delanteras tienen una protuberancia en el medio entre las horquillas de las proyecciones de la espina. Las vértebras cervicales delanteras tienen un saliente entre la protuberancia de la columna vertebral y la protuberancia de la articulación posterior que se bifurca en la parte superior, creando un receso neumático profundo y horizontalmente ancho. Las vértebras cervicales delanteras tienen una quilla en la parte posterior, creada por la convergencia hacia atrás de una repisa de cada parapófisis, faceta de la costilla inferior. Las vértebras cervicales frontales tienen una repisa adicional entre la repisa normal entre la protuberancia lateral y la protuberancia de la articulación posterior y la repisa normal entre la protuberancia del mandril y la protuberancia de la articulación frontal. Las costillas del pecho no tienen aberturas neumáticas en la parte superior. Con las vértebras de la cola delantera, la repisa en la parte delantera de la protuberancia de la columna es triangular debido a un ensanchamiento hacia arriba. El omóplato no tiene protuberancia en el borde inferior en la esquina con el interior. La superficie superior de la tibia es estrecha, con el eje longitudinal dirigido de adelante hacia atrás. El proceso de la tibia sobresale hacia adelante. La pierna tiene una abertura neumática en la base de la rama ascendente.

### Esqueleto
La parte posterior de la cabeza está sorprendentemente aplanada verticalmente. El agujero occipital es, por lo tanto, circular, mientras que para la mayoría de los familiares es un óvalo. El supraoccipital, el hueso superior central de la parte posterior de la cabeza, es solo un poco más alto que la parte posterior de la cabeza en lugar del doble de la proporción normal. El punto en el borde superior es bajo y ancho. Falta una repisa o canal central vertical. El occipucio es mucho más ancho que la base del cráneo. Las tuberosidad basilar bien desarrolladas son aproximadamente dos veces más largas que anchas y sobresalen oblicuamente hacia los lados. Cubren un ancho relativo que es el doble del habitual. El agujero de la arteria carótida interna está detrás, no como la mayoría de los titanosaurios, en el interior del proceso basipterygoideo. La cabeza en su conjunto debe haber sido muy amplia.
La vértebra cervical anterior, presumiblemente la tercera, está completamente aplanada. La parte inferior tiene un canal sin quilla en la parte delantera. Falta un pleurocoelo pero hay dos aberturas neumáticas por lado. La protuberancia del extremo está bifurcada con bases horizontalmente anchas para los metapófitos, los "dientes de la horquilla". Si esto es realmente un automomorfo depende de la posición filogenética precisa de Kaijutitan porque varios Somphospondyli básicos muestran esta característica. Los autores asumieron que se desarrolló independientemente en Kaijutitan. La división es relativamente profunda si se supone que afecta a la tercera vértebra cervical. Entre las metafísicas, como a menudo con las espinas bifurcadas, hay una joroba como accesorio para un tendón, el ligamento elástico interespinal o Ligamento elástico interlaminar. La vértebra cervical posterior es probablemente la duodécima y está muy dañada. Sin embargo, parece que aquí también la protuberancia espinosa se bifurcó. Las costillas del cuello están neumatizadas. La vértebra anterior de la cola es procoelica, hueca desde el frente. Falta un pleurocoelo. El arco vertebral está muy al frente. La protuberancia de la columna es estrecha en la vista lateral pero se ensancha hacia arriba. Se inclina ligeramente hacia atrás y tiene una repisa vertical potente en la parte delantera y trasera. Un canal corre lateralmente desde la protuberancia, en la parte inferior de la cual falta una repisa adicional delgada que conecta las protuberancias anterior y posterior.
El esternón tiene un perfil ovalado, una característica básica que se desvía de la condición en los titanosaurios derivados que tienen un esternón en forma de media luna . Por lo tanto, el esternón también es relativamente corto. La pelvis del cuervo es corta con un frente redondo. Carece de un canal debajo de la articulación del hombro. Los bordes del omóplato son ligeramente huecos. Tiene una sección transversal en forma de D.
Para el húmero, la cresta deltapectoral se extiende a una altura constante de arriba abajo hasta el centro del eje y se gira hacia adentro con fuerza. El eje tiene una joroba baja en la parte superior para la fijación del músculo coracobraquial, el músculo que corre hacia la pelvis del cuervo y levanta la pierna hacia adelante, y una elevación más alta en la parte posterior para el músculo escapulohumeral anterior, el músculo entre el omóplato y el brazo. Solo un surco poco profundo corre entre los nódulos de la articulación inferior. La protuberancia externa; Es el más desarrollado. El tubo elpe es moderadamente robusto con la superficie superior de tres vigas habitual. La protuberancia delantera tiene la misma longitud que la externa en lugar de ser claramente más larga. La superficie inferior es ovalada en lugar de redonda. El hueso del radio es robusto en la parte inferior con una superficie inferior ovalada en lugar de triangular que también está biselada. La tercera pierna metacarpiana es más larga que la segunda. Este último también se ensancha en la parte inferior a una superficie rectangular. Tiene una protuberancia en la esquina posterior interna para la fijación de uno de los músculos flexores profundos del dedo. La tercera pierna media tiene una superficie inferior cuadrada. Los descriptores sospechaban que faltaban por completo los dedos segundo y tercero.
La hoja frontal del hueso pélvico de la pelvis está fuertemente curvada hacia afuera para sostener la cavidad abdominal. El apéndice del pubis tiene una rugosidad en el interior por contacto con la segunda costilla sacra del sacro. Con el fémur, el hueso principal de la pierna se extiende desde la parte superior hacia afuera en una repisa horizontal llamativa. El cuarto trocánter, el accesorio para el músculo retractor de la cola, es bastante bajo y muy reducido. La tibia es bastante robusta con una superficie superior rectangular en lugar de ovalada o redonda. La cresta cnemial es muy diferente porque sobresale directamente como un triángulo en lugar de hacia afuera de las curvas como con la mayoría de los Eusauropoda. En la parte inferior, la parte posterior se reduce y el frente está bien desarrollado, produciendo un perfil escalonado como con Chubutisaurus . El astrágalo  es más ancho que alto y pierde la forma piramidal que muestran la mayoría de los titanosaurios. La rama ascendente moderadamente alta tiene una cavidad en el exterior para el contacto con el hueso de la pantorrilla, cuya depresión, sin embargo, no da como resultado una meseta en la pierna. La interfaz con la tibia se inclina hacia adentro. La pierna es relativamente grande y cubre aproximadamente el 80% de la parte inferior de la tibia. El segundo metatarsiano está algo aplanado hacia el único lado.

## Descubrimiento e investigación
Un equipo combinado del Museo Municipal Argentino Urquiza y del Museo Provincial de Ciencias Naturales Prof. Dr. Juan Olsacher cavó en la ubicación de cañadón Mistringa, a nueve kilómetros al suroeste de Rincón de los Sauces en la provincia de Neuquén, el esqueleto de un gran saurópodo, fue descubierto por el empleado técnico Salvador Palomo. En 2019 fue la especie tipo Kaijutitan maui nombrado y descrito por Leonardo Sebastián Filippi, Leonardo Salgado y Carlos Alberto Garrido. El nombre del género combina Kaiju del japonés, literalmente "bestia extraña", el término usado para monstruos en películas de monstruos, con un Titán del griego, el nombre de un miembro de un género de gigantes. La designación de especie es la abreviatura de Municipal Argentino Urquiza asociada con un genitivo latino.
El holotipo , MAU-Pv-CM-522, se encontró en una capa de la formación Sierra Barrosa que data del Coniaciano superior, unos 87 millones de años. Consiste en un esqueleto parcial con cráneo. Se conservan los siguientes elementos, el cráneo, una vértebra cervical frontal, una vértebra cervical posterior, costillas del cuello, tres costillas torácicas, una vértebra de la cola frontal, un esternón izquierdo, la cintura escapular izquierda, ambos huesos de la parte superior del brazo, ambas tuberosidades del codo, la posible pierna que habla con el radio derecho, el radio central con el centro derecho, la tercera pierna central con el centro derecho, la tercera tercera posible pieza de un hueso intestinal, el hueso del muslo derecho, la tibia derecha, el hueso saliente izquierdo, la parte inferior de un segundo hueso metatarsiano derecho y muchos fragmentos óseos indetectables. El esqueleto no estaba relacionado. Se extendió sobre un área de 20 metros cuadrados. Probablemente representa a un individuo adulto.

## Clasificación
Kaijutitan se lo sitúa entre los titanosaurianos, en una posición basal, fuera de Eutitanosauria, junto con Epachthosaurus en el árbol de la familia y por encima de un clado que consiste en Andesaurus y Wintonotitan. Kaijutitan es uno de los titanosaurios más básales con vértebras de la cola procoelicas. En 2019, también fue el titanosaurio más joven conocido con una posición filogenética tan básal.
|  | Andesaurus   |
|  |              |
|  | Wintonotitan |
|  |              |

|  | Epachthosaurus                                                 |
|  |                                                                |
|  | Hamititan                                                      |
|  |                                                                |
|  | Kaijutitan                                                     |
|  |                                                                |
|  | Notocolossus                                                   |
|  |                                                                |
|  | Rinconsauria                                                   |
|  |                                                                |
|  | Lognkosauria                                                   |
|  |                                                                |
|  | \| \| Dreadnoughtus \| \| \| \| \| \| Lithostrotia \| \| \| \| |
|  |                                                                |
|  | Dreadnoughtus                                                  |
|  |                                                                |
|  | Lithostrotia                                                   |
|  |                                                                |

|  | Dreadnoughtus |
|  |               |
|  | Lithostrotia  |
|  |               |

|  | Epachthosaurus                                                 |
|  |                                                                |
|  | Hamititan                                                      |
|  |                                                                |
|  | Kaijutitan                                                     |
|  |                                                                |
|  | Notocolossus                                                   |
|  |                                                                |
|  | Rinconsauria                                                   |
|  |                                                                |
|  | Lognkosauria                                                   |
|  |                                                                |
|  | \| \| Dreadnoughtus \| \| \| \| \| \| Lithostrotia \| \| \| \| |
|  |                                                                |
|  | Dreadnoughtus                                                  |
|  |                                                                |
|  | Lithostrotia                                                   |
|  |                                                                |

|  | Dreadnoughtus |
|  |               |
|  | Lithostrotia  |
|  |               |

|  | Andesaurus   |
|  |              |
|  | Wintonotitan |
|  |              |

|  | Epachthosaurus                                                 |
|  |                                                                |
|  | Hamititan                                                      |
|  |                                                                |
|  | Kaijutitan                                                     |
|  |                                                                |
|  | Notocolossus                                                   |
|  |                                                                |
|  | Rinconsauria                                                   |
|  |                                                                |
|  | Lognkosauria                                                   |
|  |                                                                |
|  | \| \| Dreadnoughtus \| \| \| \| \| \| Lithostrotia \| \| \| \| |
|  |                                                                |
|  | Dreadnoughtus                                                  |
|  |                                                                |
|  | Lithostrotia                                                   |
|  |                                                                |

|  | Dreadnoughtus |
|  |               |
|  | Lithostrotia  |
|  |               |

|  | Epachthosaurus                                                 |
|  |                                                                |
|  | Hamititan                                                      |
|  |                                                                |
|  | Kaijutitan                                                     |
|  |                                                                |
|  | Notocolossus                                                   |
|  |                                                                |
|  | Rinconsauria                                                   |
|  |                                                                |
|  | Lognkosauria                                                   |
|  |                                                                |
|  | \| \| Dreadnoughtus \| \| \| \| \| \| Lithostrotia \| \| \| \| |
|  |                                                                |
|  | Dreadnoughtus                                                  |
|  |                                                                |
|  | Lithostrotia                                                   |
|  |                                                                |

|  | Dreadnoughtus |
|  |               |
|  | Lithostrotia  |
|  |               |